# Sechstagerennen von Rio de Janeiro
Das Sechstagerennen von Rio de Janeiro war ein Wettbewerb im Bahnradsport in der brasilianischen Stadt Rio de Janeiro. Das Sechstagerennen wurde nur im August 1956 veranstaltet und hatte keine weiteren Austragungen.

## Palmarès
| Jahr | Sieger                          | Zweiter                      | Dritter                    |
| ---- | ------------------------------- | ---------------------------- | -------------------------- |
| 1956 | Severino Rigoni Bruno Sivilotti | Mario García Ernesto Giacché | José Carvalho Claudio Rosa |